# Ring-Center
Het Ring-Center is een winkelcentrum in Berlijn ten oosten en westen van de Ringbahn bij het metrostation Frankfurter Allee aan beide zijden van de grens tussen de districten Friedrichshain-Kreuzberg en Lichtenberg. Het bestaat uit drie bouwdelen (Ring-Center I, II en III) en is met een verkoopvloeroppervlakte van 45.200 m² een van de grotere winkelcentra in Berlijn. Het winkelcentrum herbergt 36 winkels en 9 horecagelegenheden (Stand 2023).

## Geschiedenis

Ringbahnhalle, 1991

In 1915 werd op het terrein tussen de Frankfurter Allee, Pettenkoferstraße en Rigaer Straße een gebouw gebouwd aan de Frankfurter Allee 272. Het was aanvankelijk bedoeld als bioscoop, maar bood daarna decennialang onderdak aan een markthal, die vanwege de ligging aan de Berlijnse Ringbahn de naam Ringbahnhalle kreeg. Begin jaren zeventig liet de Oost-Berlijnse Magistraat het ombouwen tot een winkelcentrum voor alledaagse goederen met het hele jaar door een groenten- en fruitmarkt. In 1981 was de hal enkele maanden gesloten wegens renovatiewerken. Ondanks dat voldeed de hal niet meer aan de voorwaarden van een moderne winkelvoorziening en kon niet eens verwarmd worden. De Berlijnse hoofdarchitect Roland Korn kondigde in 1991 een prijsvraag aan, volgens welke in de jaren 1990 een nieuwe 2500m² grootte hal zou worden gerealiseerd.
Het idee werd echter niet meer uitgevoerd, omdat er na de val van de Berlijnse Muur totaal andere economische en politieke omstandigheden ontstonden. Vanaf 1991 wilde een consortium bestaande uit Philipp Holzmann AG, het Amerikaanse architectenbureau Skidmore, Owings and Merrill (SOM) en ECE Project Management aan weerszijden van de Ringbahn een kantoor- en zakencentrum bouwen. Aan de oostzijde, op de hoek van de Möllendorffstrasse, een hoog kantoorgebouw van 130 m hoogte met 32 verdiepingen. Ernaast zou een warenhuis van acht verdiepingen worden gebouwd. Een ondergrondse doorgang onder de Ringbahnstrasse met toegang tot de S-Bahn en U-Bahn moest een verbinding bieden met een gebouw van zes verdiepingen met aan de westzijde kantoren en winkelgalerijen. 
Voor het ontwerp van van Adrian D. Smith (Skidmore, Owings & Merrill LLP) in samenwerking met HPP International werden geen toekomstige huurders gevonden en bewoners protesteerden tegen de hoogte, die men niet vond passen, waarna het project werd afgewezen. 

### Ring-Center I

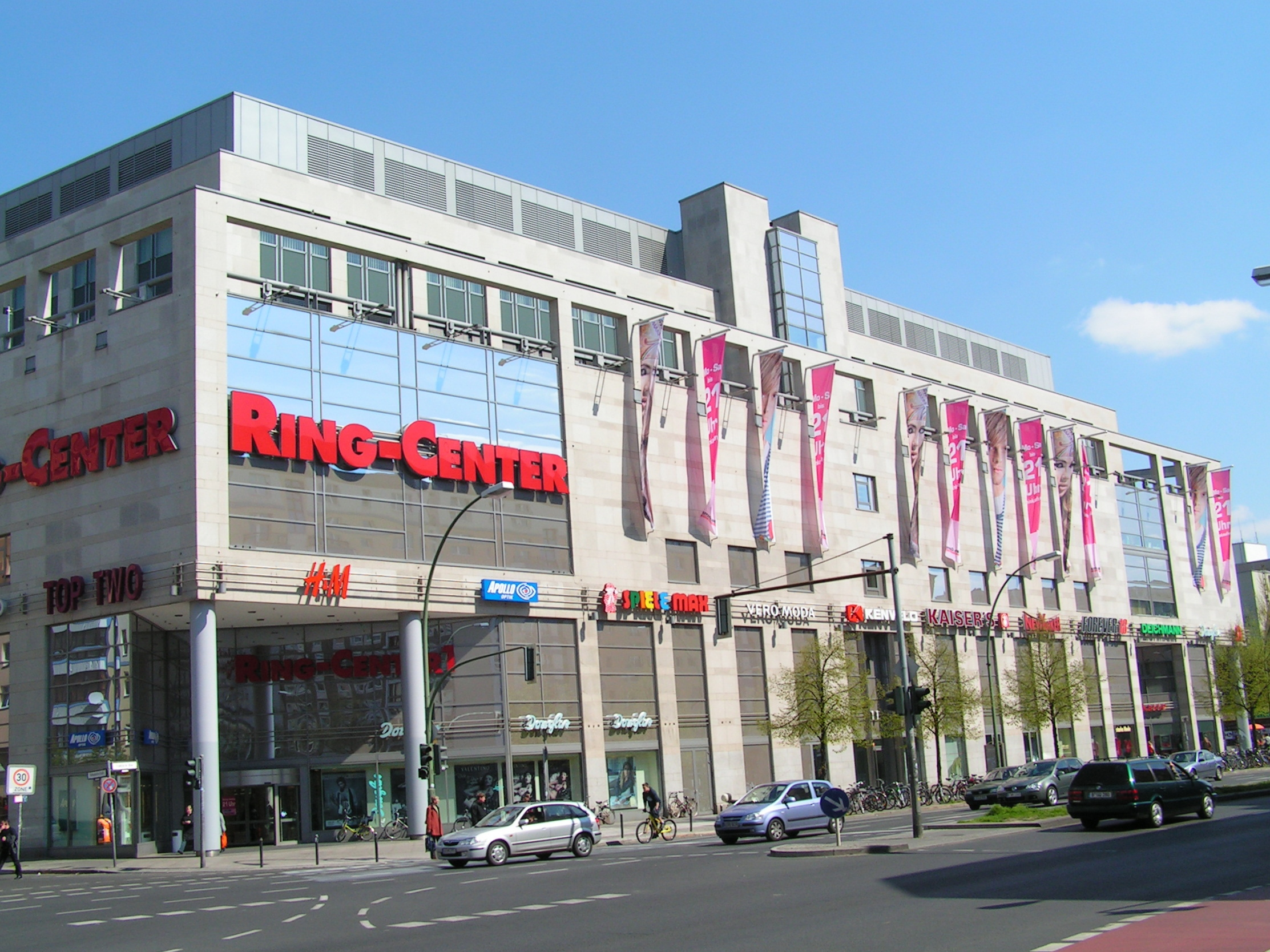
Ring-Center I

De oude Ringbahnhalle ten westen van de Ringbahn werd in 1993 gesloopt. In oktober 1995 werd het nieuwe gebouw op deze plek, het Ring-Center, geopend. De architecten waren Hentrich-Petschnigg & Partner International (HPP) uit Berlijn en Jost Hernig en Manfred Stanek uit Hamburg.  De opdrachtgever noemde het gebouw met meerdere verdiepingen vervolgens het Ring-Center I.
De investeringsmanager Angelo Gordon en het bedrijf Kintyre Investments verwierven het Ring-Center I in 2019. Het doel was om het winkelcentrum te ‘herpositioneren’ en een ‘geïntegreerd winkel- en kantorencentrum te creëren met een vrijetijds- en retailbestemming’. In augustus 2023 zijn uitgebreide renovatiewerkzaamheden begonnen. In de toekomst zullen alleen de onderste drie niveaus (kelder, begane grond, 1e verdieping) voor winkels overblijven. De 2e en 3e verdieping moeten ruimte bieden aan gezondheidszorg, dokterspraktijken en vrijetijdsactiviteiten, de 4e en 5e verdieping zijn bestemd voor kantoren. Tijdens de renovatie die volgens de planning tot de zomer van 2025 duurt, blijft het winkelcentrum geopend. 

### Ring-Center II

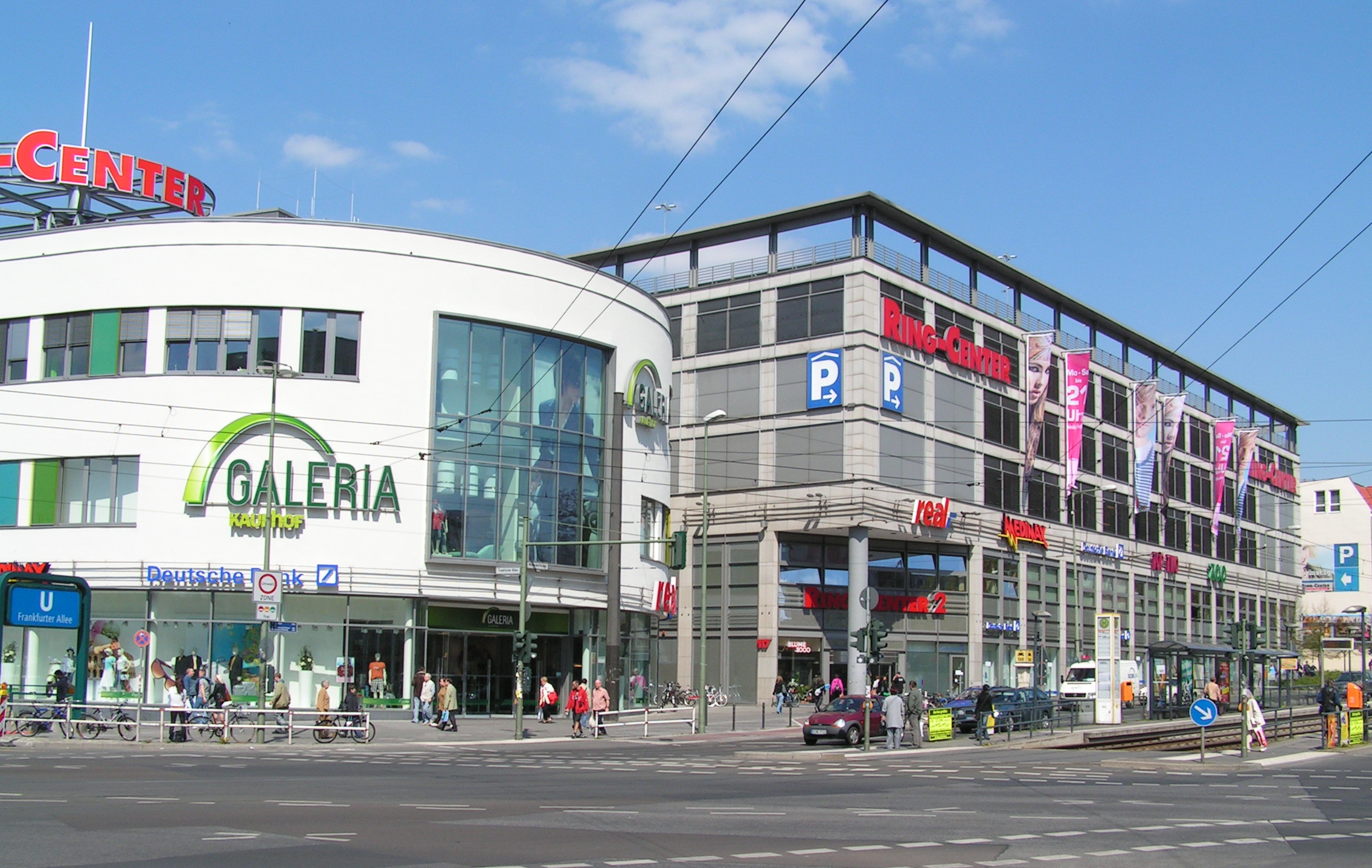
Ring-Center II (rechts) en III (links)

In oktober 1997 werd in het oosten aan de Lichtenbergkant van de Ringbahn nog een gebouw ontwikkeld, ontworpen door dezelfde architecten. Het heette Ring-Center II. Op het parkeerdek van het Ring-Center II werd het eerste hotel op een parkeerdek geopend in mei 2019 met 152 kamers. 
Exploitant van het Ring-Center II en III is ECE.

### Ring-Center III
In november 2005 begon de bouw van het Ring-Center III. Het gebouw is ontworpen door Klaus M. Hoffmann van ECE, de exploitant. Lange tijd was het warenhuis Galeria Kaufhof de enige huurder van het op 28 maart 2007 geopende gebouw. De verkoopvloeroppervlakte van het vier verdiepingen tellende Ring Center III telt ca. 8.700m². In april 2023 werd het Ring-Center III door Credit Suisse Asset Management verkocht aan Becken Development GmbH.

## Infrastructuur
Door de ligging aan de Ringbahn met de S-Bahn-lijnen S41, S42, S8 en S85 en de U5-lijn van de Berlijnse metro, is het centrum goed bereikbaar met het lokale openbaar vervoer. De tramlijnen M13 en 16 stoppen ook direct bij station Frankfurter Allee. Het winkelcentrum is per auto te bereiken via de Frankfurter Allee of de Möllendorffstrasse. Aan de Möllendorffstrasse ligt de toegangsweg Am Containerbahnhof naar de parkeergarage met ruim 700 parkeerplaatsen over meerdere verdiepingen.